# یولیوس زه یر
یولیوس زه یر (به چکی: Julius Zeyer) (زاده ۲۶ آوریل ۱۸۴۱ - درگذشته ۲۹ ژانویه ۱۹۰۱) شاعر و داستان‌نویس اهل جمهوری چک بود.

## کتابشناسی
برخی از آثارش عبارتند از:
داستان
- «آندره چرنیشو» (۱۸۷۵)
- دوستی صادقانه «آمیز» و «میلا»
- یان ماریا پلوهار (۱۸۹۱)
- سه افسانه دربارهٔ صلیب (۱۸۹۵)
- سه خاطره از «ویتا خورازه»
- خانه ستاره‌ای که در آب فرومی‌رود
- «دوینا سانچا»

شعر
- ویشهراد
- ترانه انقام جویی «ایگورا»
- حماسه «کارولنژی»

تئاتری
- نکلان
- «رادوز» و «ماهولنا»